# Battaglia del Big Hole
La battaglia del Big Hole è un episodio chiave della guerra dei Nasi Forati e si colloca, all'interno del quadro generale del conflitto, tra il breve scontro di Fort Fizzle e la battaglia di Camas Creek. È stata combattuta nella contea di Beaverhead in Montana, tra il 9 e il 10 agosto del 1877. Durante la battaglia del Big Hole entrambi gli eserciti, sia quello degli Stati Uniti comandato da John Gibbon, sia quello dei Nasi Forati comandato da Capo Giuseppe e Looking Glass, hanno registrato numerose perdite.
Come in altri episodi della guerra dei Nasi Forati, anche in questo caso la disputa vedeva scontrarsi un esercito in fuga, quello dei Nasi Forati, e un esercito inseguitore, quello degli Stati Uniti d'America.

## Antefatti
Dopo la battaglia di Clearwater i capi dei Nasi Forati, che puntavano a raggiungere il Canada, per mantenere la distanza dalle truppe del generale Howard decisero di dirigersi verso il Montana, e per farlo dovettero attraversare il Passaggio di Lolo. Poco dopo il loro ingresso in Montana, i Nasi Forati furono rallentati vicino Lolo a Fort Fizzle, dove combatterono una breve battaglia contro l'esercito statunitense il 28 luglio del 1887.

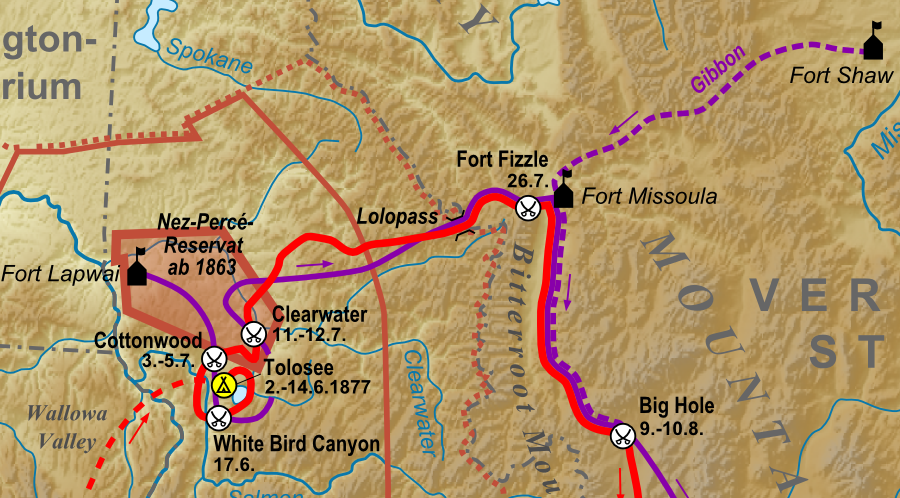
La strada percorsa dalle parti in causa verso il Big Hole. In rosso è rappresentato il percorso dei Nasi Forati, con una linea viola tratteggiata è indicato quello del generale Gibbon, la linea viola continua rappresenta invece la strada percorsa da Howard.

Dopo il breve scontro, i Nasi Forati si diressero verso la valle di Bitterroot: l'idea era di attraversare la valle sperando che i coloni della zona non opponessero resistenza, dal momento che i Nasi Forati non avevano intenzioni ostili nei confronti degli abitanti,e non volevano farsi coinvolgere in altre battaglie per non sprecare tempo e per evitare di essere raggiunti dall'esercito nemico che li stava inseguendo.
In questo clima non ostile, i Nasi Forati effettuarono diversi scambi con i coloni della zona, ritrovandosi alla fine con 260 fucili, munizioni in quantità, e provviste a sufficienza per accamparsi e per continuare la loro fuga. Venne segnalato solo un saccheggio da parte di alcuni membri dei Nasi Forati ai danni di un ranch vicino Ross Hole.
Looking Glass, che nel frattempo aveva superato Capo Giuseppe nelle gerarchie dei Nasi Forati, convinse i suoi uomini del fatto che le truppe del Generale Howard fossero lontane. I membri dei Nasi Forati, anche in virtù del clima di relativa tranquillità che regnava in quel momento, rallentarono così la loro corsa, abbassarono le varie misure di sicurezza prese sino a quel momento, e smisero di inviare truppe di ricognizione per controllare la situazione circostante. I Nasi Forati lasciarono così la valle di Bitterroot e si accamparono nel bacino del Big Hole.

## I preparativi dell'esercito degli Stati Uniti

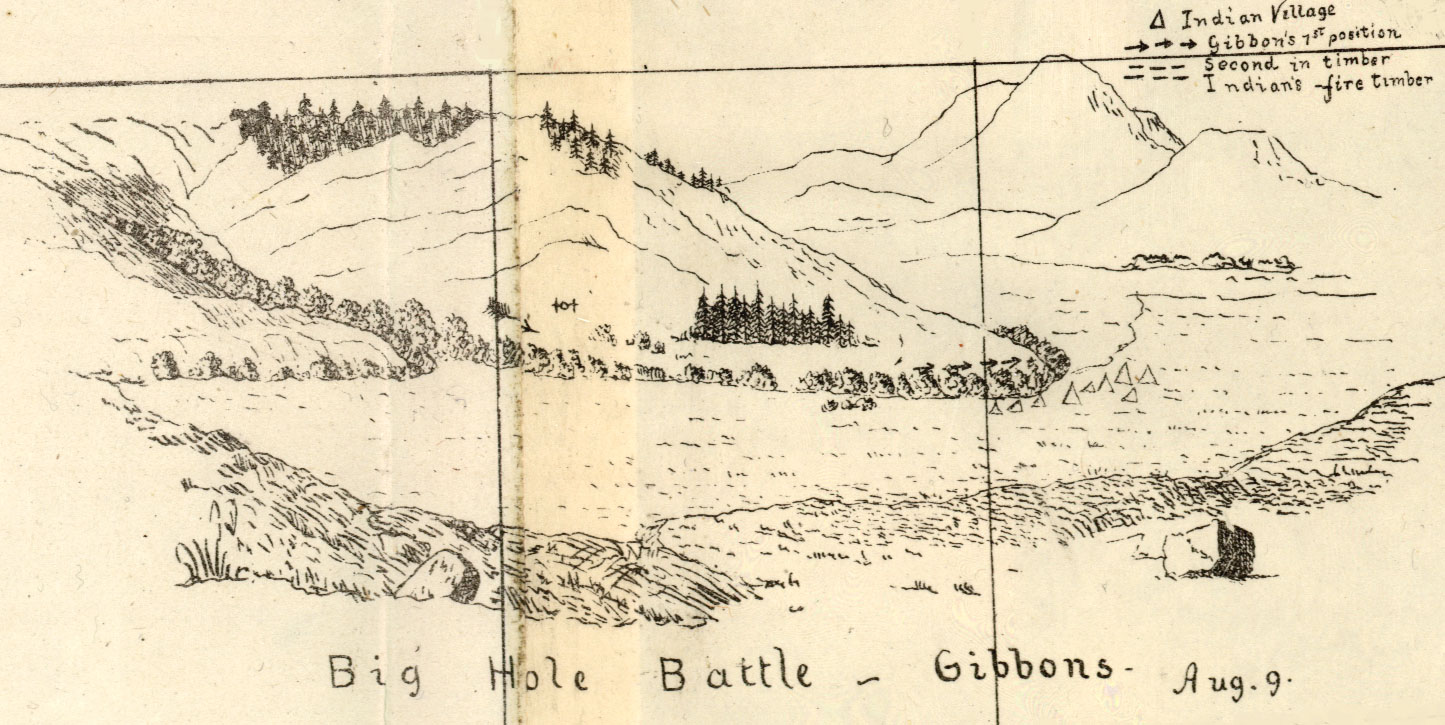
Mappa del campo di battaglia disegnata da John Gibbon prima dell'assalto.

I Nasi Forati erano convinti di essere ad una certa distanza dalle truppe di Howard, ma non sapevano che in realtà erano stati seguiti dal colonnello Gibbon. Il 28 luglio del 1877 John Gibbon partì da Fort Shaw e su diresse verso Missoula, dove arrivò sette giorni dopo passando dal fiume Blackfoot. Il giorno successivo Gibbon preparò i carri e, con i suoi 15 ufficiali e altri 146 soldati, si diresse sulle tracce dei nasi forati.
Arrivato a Stevensville, Gibbon si mise in contatto col generale Howard nella speranza di farsi inviare 100 soldati, ma Howard era troppo indietro rispetto a lui. Gibbon decise così di arruolare più persone possibili tra gli abitanti della valle di Bitterroot, facendo anche leva sull'episodio del saccheggio del ranch vicino Ross Hole.
Nonostante alcuni inconvenienti incontrati nel tragitto, in particolare durante la scalata di una collina in direzione del Big Hole, Gibbon era convinto di essere in prossimità del campo dei Nasi Forati. La sua preoccupazione principale una volta così vicino, comunque, era di non essere scoperto, per evitare che i Nasi Forati accelerassero la loro fuga o, ancora peggio, decidessero di rispondere al fuoco, anche in virtù del numero di uomini di gran lunga superiore. I Nasi Forati, infatti, potevano contare tra le loro file circa 200 guerrieri e quasi 800 civili, e grazie ai buoni rapporti commerciali instauratisi con i coloni della valle di Bitterroot potevano vantare anche un buon equipaggiamento. Il piano di Gibbon, dunque, prevedeva di localizzare il campo dei Nasi Forati e di tendergli un'imboscata.
Durante la notte del 7 agosto, Gibbon inviò un gruppo di 60 uomini circa in avanscoperta. Furono il sottotenente James H. Bradley e un altro paio di soldati ad individuare il campo dei Nasi Forati. Guidati da una scia di resti di alberi tagliati, e seguendo il rumore delle asce Bradley e i suoi uomini individuarono il campo dei Nasi Forati in una vallata ai piedi di una montagna. Bradley e gli altri uomini inviati in avanscoperta si accamparono a circa 3km di distanza, il sottotenente inviò poi immediatamente alcuni soldati da Gibbon per segnalargli la posizione dell'accampamento indiano, avvertendolo però del fatto che i Nasi Forati avevano sicuramente visto il loro accampamento, ma aggiungendo anche che era convinto che non lo avrebbero comunque attaccato.
Gibbon, una volta ricevuta la notizia, si diresse all'accampamento dei ricognitori con tutto il suo esercito, e lo raggiunse al tramonto dell'8 di agosto. Una volta lì, Gibbon spiegò ai soldati che avrebbero attaccato il campo indiano la mattina seguente, e dette ad ognuno di loro 90 munizioni. Nonostante l'idea dell'attacco a sorpresa, però, Gibbon era convinto che i Nasi Forati fossero a conoscenza delle sue intenzioni che gli avessero preparato una trappola.
Alle 11 di notte Gibbon lasciò una ventina di uomini a guardia dell'accampamento, e si diresse verso il campo dei Nasi Forati con 149 soldati, circa 35 volontari, e un obice. Una volta arrivati lì vicino, Gibbon inviò una manciata di ricognitori sul campo, avvisandoli di muoversi con cautela e di dare il via all'assalto all'alba, e che per segnalare il momento della partenza avrebbero dovuto dare fuoco a delle tende.

## La battaglia

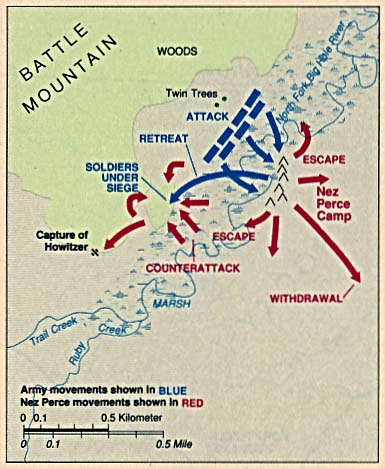
Rappresentazione dei movimenti delle forze in campo.

Il campo dei nasi forati era composto da 89 teepee, disposte lungo il ruscello ai piedi della vallata; le truppe di ricognizione arrivavano dall'alto della montagna, coperti dalla vegetazione presente sul pendio. Un mandriano dei Nasi Forati si stava dirigendo, nel frattempo, in quella direzione; avvistando delle sagome nella vegetazione scese da cavallo per controllare. Fu raggiunto da una scarica di proiettili sparata da un gruppo di volontari. Una volta partiti i colpi, il resto delle truppe mandate in ricognizione si diressero verso il centro del campo sfruttando l'effetto sorpresa, e iniziarono a sparare colpi a raffica in direzione di tutto ciò che si muovesse e a dare fuoco alle tende.
Sentiti gli spari, Gibbon dette l'ordine di spingere gli indiani al di fuori dell'accampamento, per separarli in questo modo dai cavalli e dalle armi che tenevano nelle varie tende. Dette inoltre ordine di non fare prigionieri, sia tra i civili sia tra i soldati.
L'effetto sorpresa iniziale, dovuto al fatto che la maggior parte degli indiani presenti sul campo stava dormendo, spinse gli indiani a fuggire alla cieca in direzioni diverse. Vedendo gli indiani scappare, gli uomini di Gibbon continuarono a sparare contro la gente che correva per il campo e contro le tende, nella speranza di colpire quegli indiani che volevano rispondere al fuoco prelevando le armi che si trovavano al loro interno.
Alcuni indiani riuscirono a rispondere al fuoco, uccidendo in questo modo il sottotenente Bradley, che si trovava al comando dell'ala sinistra dell'esercito di Gibbon. Gli uomini di Bradley, ritrovatisi senza il loro leader, smisero di spingere in avanti, allentando così la pressione sulla parte nord del campo, e dando ai Nasi Forati un corridoio per accedere ad una parte del campo non ancora raggiunta dagli americani. I leader indiani Looking Glass e White Bird incitarono i propri guerrieri a coprire la fuga dei civili verso quella parte del campo.
Nel frattempo Gibbon non si era accorto del fatto che gli indiani stessero correndo tutti, seppur in maniera disorganizzata, nella direzione di Looking Glass e White Bird. Pensando così di trovarsi di fronte ad una fuga disorganizzata, dette ordine ai suoi uomini di smetterla di inseguire i nasi forati, per evitare di dividere le proprie unità, secondo lui in evidente svantaggio numerico nei confronti di quelle dei nasi forati. Dette ordine allora di dare fuoco a tutte le tende, nella speranza di tagliare i rifornimenti agli indiani che si stavano accampando nella parte nord del campo. Gli indiani nella parte nord del campo, però, approfittando del fatto che i soldati americani stavano incontrando difficoltà a bruciare le tende per colpa dell'umidità della notte precedente, iniziarono a fare fuoco dalla distanza sulle truppe di Gibbon, uccidendo molti soldati americani e colpendo, tra gli altri, Gibbon stesso ad una gamba. La parte nord del campo era ben protetta e Gibbon, rendendosi conto di essere in una posizione sfavorevole e di non poter raggiungere da lì la postazione dei nasi forati rimasti, decise di battere in ritirata verso un'area poco fuori del villaggio, nella speranza di poter sfruttare i ripari naturali lì presenti per colpire gli indiani dalla distanza.
L'obice portato da Gibbon venne utilizzato per coprire la ritirata delle truppe americane, ma non riuscì a sparare più di un paio di colpi inefficaci. I nasi forati, eccellenti tiratori dalla distanza, uccisero dalla loro posizione quasi tutti gli operatori del cannone; i pochi superstiti fuggirono, abbandonando l'arma senza però smontarla. I soldati americani abbandonarono vari rifornimenti e molte munizioni per fucili springfield vicino all'obice, e i Nasi Forati ne approfittarono e distribuirono tutto quanto tra i vari guerrieri.
Gibbon nel frattempo, per paura di essere ormai sopraffatto dai Nasi Forati, decise di ingaggiare con loro un duello a distanza, nella speranza di poter mantenere la posizione fino all'arrivo delle truppe del generale Howard, che sapeva essere sulle sue tracce. I nasi forati posizionarono circa 60 guerrieri intorno alla posizione degli americani, schiacciandoli con del fuoco di sbarramento per il tempo necessario per consentire a Capo Giuseppe, probabilmente la figura principale del popolo dei Nasi Forati, di far fuggire tutti i superstiti in direzione di Lake Creek. Gli indiani cercarono anche di dare fuoco alla posizione dei soldati di Gibbon per tenerli ulteriormente a distanza, ma il vento e l'umidità della notte non resero possibile questa manovra.

## La fine della battaglia
Le truppe di Gibbon, schiacciate dagli indiani, si ritrovarono quella notte con poche munizioni, senza cibo e senz'acqua. Tra gli uomini di Gibbon inoltre c'erano molti feriti, compreso egli stesso. In queste circostanze, quasi tutti i volontari civili superstiti deciso di scappare. Gibbon provò allora ad inviare di nascosto dei messaggeri verso Howard, per incitarlo ad accelerare il passo per venire a soccorrerli.
La mattina seguente, metà dei nasi forati rimasti per impedire l'avanzata degli americani vennero mandati verso il nuovo campo di Lake Creek, mentre l'altra metà rimase per sicurezza a controllare la situazione. Accortisi del fatto che le truppe di Gibbon non cercavano alcun tipo di offensiva, i Nasi Forati rimasti abbandonarono nella notte il campo di battaglia, dirigendosi anche loro al campo di Lake Creek.
Le truppe di Howard raggiunsero la posizione di Gibbon solamente il giorno dopo, l'11 agosto.

## Le vittime
La battaglia del Big Hole è ricordata come uno dei momenti più sanguinari della guerra dei Nasi Forati. Entrambe le parti in causa poterono contare molte vittime e altrettanti feriti.
Le vittime per l'esercito degli stati uniti furono 23, ma oltre a loro morirono anche 6 volontari, per un totale di 29 vittime complessive (31, se si aggiungono anche 2 feriti morti pochi giorni dopo). I feriti complessivamente furono 40: 36 soldati e 4 volontari.
Non esistono invece numeri precisi per quanto riguarda le perdite dei Nasi Forati. Il numero di vittime si aggira sulle 90, perlopiù donne e bambini. I numeri per quanto riguarda la morte dei guerrieri sono contrastanti: Yellow Wolf, uno dei comandanti dei nasi forati, dichiara che i guerrieri caduti in battaglia non fossero più di una dozzina; l'esercito degli stati uniti, invece, riferisce di averne contati più di 30. È difficile effettuare una stima precisa, perché nel momento del caos iniziale alcuni civili, tra cui molte donne, imbracciarono le armi e provarono a difendersi dagli aggressori, rientrando così probabilmente nel conteggio finale dei guerrieri.
Non esiste invece una stima dei feriti: si sa solo che alcuni dei leader dei Nasi Forati vennero feriti durante l'assedio, tra questi anche Capo Giuseppe, ma nessuno di loro è morto durante l'assedio.